# Птерокарпус мешковидный
Птерока́рпус мешкови́дный, или Птерока́рпус су́мчатый (лат. Pterocárpus marsupium) — крупное листопадное дерево, вид рода Птерокарпус (Pterocarpus) семейства Бобовые.

## Ботаническое описание
Заболонь желтовато-белая, чётко отграничена от ядра золотого или золотисто-коричневого цвета, нередко с более тёмными штрихами. На тангециальных разрезах видны струйчатые узоры, заметны тонкие волнистые полоски паренхимы, соединяющие сосуды. Сосуды крупные, часто бывают заполнены тёмной камедью. Древесина очень компактного строения, твёрдая и тяжёлая, плотностью в сухом состоянии в среднем 800 кг/м3.

## Распространение
Широко распространён в центральной и южной частях Индии и на Шри-Ланке.

## Значение и применение
Древесина неплохо поддаётся механической обработке, воспринимает высококачественную полировку, долговечна, устойчива к гниению. Используется для изготовления дверей, оконных рам, опор, стоек, балок, сельскохозяйственного инвентаря, корпусов транспортных средств, мебели.
Растение служит источником получения маслянистой камеди, из которой вырабатывается малабарский кино, используемый в медицине.
Древесина, листья и цветки долгое время использовались в древнеиндийской народной медицине. Древесина применялась как вяжущее средство, при лечении воспалительных процессов и диабета. Индийские племена в Ориссе использовали толчёную древесину Птерокарпуса мешковидного в смеси с корой Mangifera indica, Shorea robusta и Spondias pinnata для лечения некоторых видов дизентерии.